# Jinyu Nasu
Jinyu Nasu (那須 甚有 Nasu Jinyu?), född 20 juli 1999 i Okayama prefektur, är en japansk fotbollsspelare.
Nasu började sin karriär 2018 i Gainare Tottori. Han spelade 5 ligamatcher för klubben.